# Etzoldshain
Etzoldshain ist ein Ortsteil der Stadt Bad Lausick im sächsischen Landkreis Leipzig. Er wurde am 1. Januar 1994 eingemeindet.

## Geographie

### Geographische Lage und Verkehr
Etzoldshain liegt nordöstlich von Bad Lausick im Sächsischen Burgen- und Heideland, am Rande des Landschaftsschutzgebietes Colditzer Forst, südlich der Stadt Leipzig (39 km), südlich der Stadt Grimma (10 km), östlich der Kreisstadt Borna (18 km) und westlich von Colditz (14 km). Durch Etzoldshain verläuft die der Staatsstraße 11.

### Nachbarorte
| Lauterbach             | Bernbruch                                   | Kleinbardau |
| Bad Lausick, Köllsdorf | Kompassrose, die auf Nachbargemeinden zeigt | Glasten     |
|                        | Reichersdorf                                | Ballendorf  |

### Nahverkehr
Im öffentlichen Nahverkehr ist Etzoldshain über die Haltestelle Etzoldshain mit folgender Linie erreichbar:
- PlusBus 610 (RBL): Bad Lausick – Etzoldshain – Großbardau – Grimma

## Geschichte

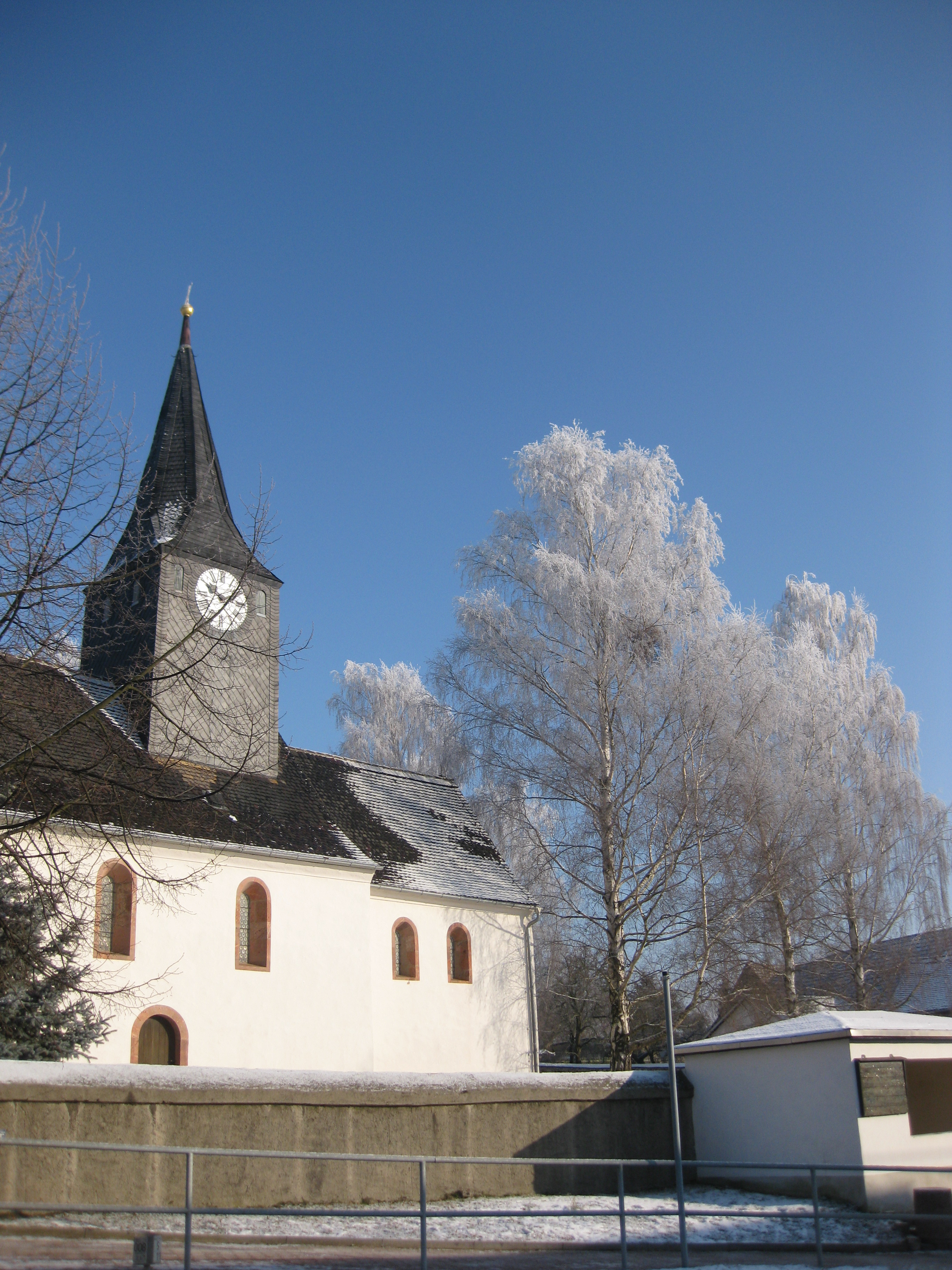
St. Martinskirche Etzoldshain im Winter

Etzoldshain entwickelte sich als Straßenangerdorf im Zuge der deutschen Ostkolonisation im 12. Jahrhundert, als im Jahre 1104 die planmäßige Besiedlung der Region mit vorwiegend fränkischen Ansiedlern begann. Der Name des Ortes, der sich über „Etzelshayn“, „Ettelshain“, auch als „Atlashain“ (volkstümlich „Ettelsen“ oder „Ertelsen“ genannt) entwickelte, geht vermutlich auf den althochdeutschen Namen „Ezzilo“ bzw. „Azzilo“ zurück. 1368 wurde Etzoldshain erstmals als "Eczelschein" urkundlich erwähnt. Der Ort war von je her durch die Landwirtschaft geprägt – heute werden die Flächen vorwiegend von der KÖG Kleinbardau bewirtschaftet. 
Im 13. Jahrhundert wurde die evangelische St. Martinskirche in Form einer Saalkirche erbaut und im Laufe der Zeit in den Stilrichtungen der Romanik, Klassizismus und Historismus erweitert und umgebaut.
1933 gab es in Etzoldshain einen Brakteatenfund. Dieser Münzschatz bestand aus etwa 860 Brakteaten und wurde um 1230 vergraben. Der Fund bestand aus Prägungen der Reichsmünzstätte Altenburg, der Abtei Pegau, des Erzstifts Magdeburg, des Bistums Magdeburg, des Bistums Naumburg, der Münzstätte Strehla, des Bistums Meißen, der Vogte von Weida, der Herren von Lobdeburg (Münzstätte Strehla, Roda und Schleiz), der Vitztume von Apolda, der Burggrafen von Dohna, der Markgrafen von Meißen sowie der Grafen von Mannsfeld. Die Zusammensetzung des Schatzes, der in den Jahren 1180 bis 1230 zusammengebracht wurde, ist aufschlussreich für die Erforschung des Münzverkehres im Pleißenland.
Etzoldshain gehörte bezüglich der Grundherrschaft bis 1856 als Amtsdorf zum kurfürstlich-sächsischen bzw. königlich-sächsischen Amt Colditz. Bei den im 19. Jahrhundert im Königreich Sachsen durchgeführten Verwaltungsreformen wurden die Ämter aufgelöst. Dadurch kam Etzoldshain im Jahr 1856 unter die Verwaltung des Gerichtsamts Lausick und 1875 an die neu gegründete Amtshauptmannschaft Grimma.
Durch die zweite Kreisreform in der DDR im Jahr 1952 wurde die Gemeinde Etzoldshain dem Kreis Grimma im Bezirk Leipzig angegliedert, der ab 1990 als sächsischer Landkreis Grimma fortgeführt wurde. Mit der Umgliederung der Stadt Bad Lausick vom Landkreis Geithain in den Landkreis Grimma am 1. Januar 1994 erfolgte gleichzeitig die Eingemeindung von Etzoldshain. Als Ortsteil von Bad Lausick kam Etzoldshain am 1. August 1994 zum Muldentalkreis, der 2008 im Landkreis Leipzig aufging. Bekannteste Einrichtung im Ort und Zentrum des kulturellen Lebens ist das Hotel/Restaurant Kastanienhof. Der Dreiseitenhof wurde bis zu seinem Umbau zum Hotelkomplex im Jahre 1995 landwirtschaftlich genutzt. Das Hotel umfasst ein Restaurant mit gutbürgerlicher sächsischer Küche, 22 Hotelzimmer und eine Veranstaltungsscheune.

### Entwicklung der Einwohnerzahl
| Jahr    | Einwohnerzahl                            |
| ------- | ---------------------------------------- |
| 1548/51 | 21 besessene Mann, 12 Inwohner, 12 Hufen |
| 1764    | 23 besessene Mann, 2 Häusler, 12 Hufen   |
| 1834    | 210                                      |
| 1871    | 289                                      |
| 1890    | 240                                      |
| 1910    | 257                                      |
| 1925    | 258                                      |
| 1939    | 261                                      |
| 1946    | 417                                      |
| 1950    | 422                                      |
| 1964    | 336                                      |
| 1990    | 257                                      |

### Ortsnamenformen
| Jahr | Einwohnerzahl          |
| ---- | ---------------------- |
| 1368 | Eczelschein            |
| 1420 | Etzelshayn             |
| 1510 | Ettzelßhain            |
| 1529 | Etzelshayn             |
| 1721 | Ezelshayn              |
| 1815 | Etzoldshain, Ezelshain |

## Klima
Das Klima in Etzoldshain ist warm und gemäßigt. Es gibt das ganze Jahr über deutliche Niederschläge in Etzoldshain. Selbst der trockenste Monat weist noch hohe Niederschlagsmengen auf. Die effektive Klimaklassifikation nach Köppen und Geiger ist Cfb. Die Temperatur liegt in Etzoldshain im Jahresdurchschnitt bei 8,6 °C. 562 mm Niederschlag fallen im Durchschnitt innerhalb eines Jahres.
|                        | Jan  | Feb  | Mär  | Apr  | Mai  | Jun  | Jul  | Aug  | Sep  | Okt  | Nov | Dez  |   |      |
| Mittl. Temperatur (°C) | −0,8 | 0,1  | 3,5  | 7,9  | 12,6 | 16,2 | 17,7 | 17,3 | 14,1 | 9,4  | 4,0 | 0,7  | ⌀ | 8,6  |
| Mittl. Tagesmax. (°C)  | 1,6  | 3,1  | 7,4  | 12,6 | 17,9 | 21,4 | 22,9 | 22,6 | 18,8 | 13,2 | 6,6 | 2,9  | ⌀ | 12,6 |
| Mittl. Tagesmin. (°C)  | −3,1 | −2,8 | −0,3 | 3,2  | 7,4  | 11,0 | 12,6 | 12,1 | 9,4  | 5,6  | 1,5 | −1,5 | ⌀ | 4,6  |
|                        |      |      |      |      |      |      |      |      |      |      |     |      |   |      |
| Niederschlag (mm)      | 35   | 32   | 36   | 44   | 52   | 66   | 66   | 63   | 46   | 42   | 39  | 41   | Σ | 562  |
|                        |      |      |      |      |      |      |      |      |      |      |     |      |   |      |
| Sonnenstunden (h/d)    | 1,5  | 2,2  | 3,4  | 4,6  | 5,8  | 6,9  | 6,6  | 6,1  | 4,9  | 3,2  | 1,6 | 1,6  | ⌀ | 4    |
|                        |      |      |      |      |      |      |      |      |      |      |     |      |   |      |
| Regentage (d)          | 24   | 21   | 23   | 21   | 21   | 23   | 23   | 22   | 20   | 20   | 24  | 25   | Σ | 267  |

| −3,1 |

| −2,8 |

| −0,3 |

| 3,2 |

| 7,4 |

| 11,0 |

| 12,6 |

| 12,1 |

| 9,4 |

| 5,6 |

| 1,5 |

| −1,5 |

| −3,1 |

| −2,8 |

| −0,3 |

| 3,2 |

| 7,4 |

| 11,0 |

| 12,6 |

| 12,1 |

| 9,4 |

| 5,6 |

| 1,5 |

| −1,5 |

| N i e d e r s c h l a g | 35  | 32  | 36  | 44  | 52  | 66  | 66  | 63  | 46  | 42  | 39  | 41  |
|                         | Jan | Feb | Mär | Apr | Mai | Jun | Jul | Aug | Sep | Okt | Nov | Dez |

## Vereine
- Heimatverein Etzoldshain e. V.
- Förderverein Milchhaus Etzoldshain e. V.
Der Förderverein Milchhaus Etzoldshain e. V. ist ein gemeinnütziger Verein der 29. April 2009 gegründet wurde um das Rockfest Rock auf der Kippe zu organisieren und zu veranstalten. Ziel war es, Jugendbands aus der Region eine professionell spielbare Bühne zu bieten. Der Name Rock auf der Kippe entstand durch die bis Anfang der 1990er Jahre betriebene Mülldeponie (umgangssprachlich Müllkippe), die später zu einem Sportplatz rekultiviert wurde. Das erste Rock auf der Kippe fand am 19. August 2006 unter dem Namen 20 Jahre Jugendclub Milchhaus Etzoldshain statt. Für ihr Engagement und den Zusammenhalt im Verein erhielten die Mitglieder des Förderverein Milchhaus Etzoldshain e. V. am 30. April 2016 den Heimatpreis des Landkreises Leipzig und der Leipziger Volkszeitung in der Kategorie "Impuls".
- Freiwillige Feuerwehr Etzoldshain
Die Freiwillige Feuerwehr in Etzoldshain wurde 1931 gegründet.
- Ballsportgemeinschaft Etzoldshain
Die Ballsportgemeinschaft Etzoldshain (kurz BSG Etzoldshain) ist eine vereins- und verbandsunabhängige Freizeit-Fußballmannschaft aus Etzoldshain. Im Jahr 2010 lief erstmals eine Fußballmannschaft unter dem Namen BSG Etzoldshain bei einem Freizeitturnier auf. Seit Beginn des Jahres 2014 trainiert eine Stamm-Mannschaft der Ballsportgemeinschaft Etzoldshain regelmäßig auf dem örtlichen Kleinfeldplatz.

## Jugendclub Milchhaus Etzoldshain

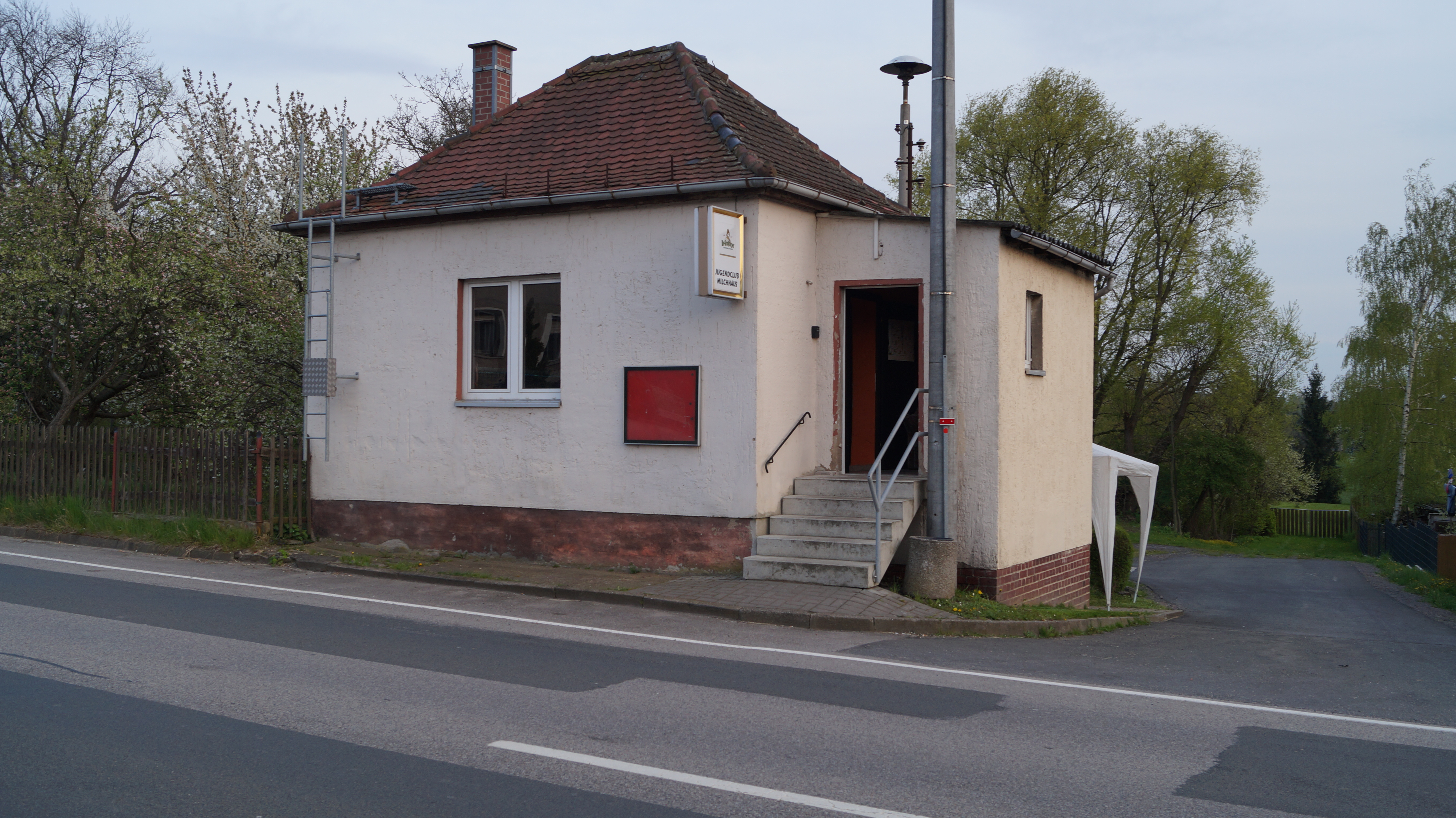
Jugendclub Milchhaus Etzoldshain

Der Jugendclub Milchhaus Etzoldshain ist ein einräumiges Gebäude und ein zentraler Anlaufpunkt für die Jugendlichen aus Etzoldshain und den umliegenden Dörfern. Ursprünglich wurde das Gebäude als Milchannahmestelle errichtet, um die Milch der ansässigen Bauern zu sammeln und zu kühlen. Nach dem Bau eines Stalles für Milchvieh und der dort installierten Kühlanlage verlor das Gebäude seinen ursprünglichen Zweck. Der leerstehende Raum wurde zu einem Schulungsraum für die Freiwillige Feuerwehr Etzoldshain umgebaut. Als die Freiwillige Feuerwehr aus Etzoldshain in ein neues Feuerwehrhaus umzog, stand das Gebäude wieder leer. Die ansässige Jugend baute dann dieses Gebäude zu einem Jugendclub um. In der Weihnachtszeit im Jahr 2000 gab es im Jugendclub Milchhaus einen Brand, der die gesamte Inneneinrichtung zerstörte. Mit viel Engagement, Einsatzbereitschaft und einem Startkapital von zwei Kästen Sternburgbier wurde der Jugendclub renoviert und im Jahr 2001 wiedereröffnet.